# كين كيز
كين كيز (بالإنجليزية: Ken Keys)‏كين كييس، الابن (19 يناير 1921، أتلانتا، جورجيا- 20 ديسمبر 1995، خليج كوس، أوريغون)، كان مدرب تنيمة بشرية ومحاضر، وخالق أسلوب أحب العيش، ونظام المساعدة الذاتية. تزوج أربع مرات، كتب كييس خمسة عشر كتابا عن نمو الشخصية وقضايا الوعي الاجتماعي، وهو ما يمثل نحو أربعة ملايين من النسخ الموزعة.